# Paulhenc
Paulhenc és un municipi francès situat al departament de Cantal i a la regió d'Alvèrnia-Roine-Alps. L'any 2007 tenia 268 habitants.

## Demografia

### Població
El 2007 la població de fet de Paulhenc era de 268 persones. Hi havia 88 famílies de les quals 32 eren unipersonals (8 homes vivint sols i 24 dones vivint soles), 32 parelles sense fills, 20 parelles amb fills i 4 famílies monoparentals amb fills.
La població ha evolucionat segons el següent gràfic:
Habitants censats

### Habitatges
El 2007 hi havia 186 habitatges, 92 eren l'habitatge principal de la família, 69 eren segones residències i 26 estaven desocupats. 178 eren cases i 7 eren apartaments. Dels 92 habitatges principals, 70 estaven ocupats pels seus propietaris, 14 estaven llogats i ocupats pels llogaters i 7 estaven cedits a títol gratuït; 4 tenien dues cambres, 14 en tenien tres, 25 en tenien quatre i 48 en tenien cinc o més. 53 habitatges disposaven pel capbaix d'una plaça de pàrquing. A 39 habitatges hi havia un automòbil i a 37 n'hi havia dos o més.

### Piràmide de població
La piràmide de població per edats i sexe el 2009 era:
| Homes | Edats   | Dones |
| ----- | ------- | ----- |
| 0     | 95 o +  | 0     |
| 0     | 90 a 94 | 0     |
| 0     | 85 a 89 | 8     |
| 0     | 80 a 84 | 8     |
| 4     | 75 a 79 | 4     |
| 8     | 70 a 74 | 28    |
| 12    | 65 a 69 | 20    |
| 8     | 60 a 64 | 12    |
| 12    | 55 a 59 | 12    |
| 4     | 50 a 54 | 0     |
| 8     | 45 a 49 | 32    |
| 8     | 40 a 44 | 4     |
| 8     | 35 a 39 | 4     |
| 0     | 30 a 34 | 16    |
| 12    | 25 a 29 | 0     |
| 12    | 20 a 24 | 8     |
| 12    | 15 a 19 | 4     |
| 8     | 10 a 14 | 12    |
| 4     | 5 a 9   | 0     |
| 4     | 0 a 4   | 4     |

## Economia
El 2007 la població en edat de treballar era de 161 persones, 73 eren actives i 88 eren inactives. De les 73 persones actives 72 estaven ocupades (40 homes i 32 dones) i 1 aturada (1 home). De les 88 persones inactives 21 estaven jubilades, 3 estaven estudiant i 64 estaven classificades com a «altres inactius».

### Ingressos
El 2009 a Paulhenc hi havia 88 unitats fiscals que integraven 176 persones, la mediana anual d'ingressos fiscals per persona era de 13.007,5 €.

### Activitats econòmiques
Dels 9 establiments que hi havia el 2007, 3 eren d'empreses de construcció, 2 d'empreses de comerç i reparació d'automòbils, 1 d'una empresa d'hostatgeria i restauració, 1 d'una empresa financera i 2 d'empreses de serveis.
Dels 4 establiments de servei als particulars que hi havia el 2009, 2 eren paletes, 1 guixaire pintor i 1 restaurant.
L'any 2000 a Paulhenc hi havia 22 explotacions agrícoles que ocupaven un total de 1.377 hectàrees.

## Poblacions més properes
El següent diagrama mostra les poblacions més properes.